# Aaron Antonovsky
Aaron Antonovsky   (Brooklyn, 19 de desembre de 1923 - Beerxeba, 7 de juliol de 1994)va ser un sociòleg americà israelià i acadèmic que va treballar la relació entre estrès, salut i benestar (salutogenesis). És considerat el pare fundador de la salutogènesi.
Després de completar el seu doctorat a la Universitat Yale va emigrar a Israel el 1960 on va treballar a l'Institut israelià de Jerusalem per a la Recerca Social Aplicada i en el Departament de Sociologia Mèdica a la Universitat hebrea de Jerusalem. Durant aquest període els seus primers treballs es van centrar en estudiar les diferències de classe social en morbiditat i mortalitat.

## Biografia
Aaron Antonovsky no es va veure afectat personalment per l'Holocaust, però va parlar amb els supervivents dels camps de concentració nazis El seu estudi de factors que afavoreixen la supervivència i l'adaptació el va portar a formular el concepte de salutogènesi (a diferència de la patogènesi que estudia les causes de la malaltia)